# Jan-Cybis-Preis
Der Jan-Cybis-Preis (polnisch: „Nagroda im. Jana Cybisa“) ist eine bedeutende Auszeichnung für polnische Maler. Die Auszeichnung wird jährlich von dem Warschauer Bezirk des Verbands der Polnischen Bildenden Künstler (ZPAP) vergeben. Der seit 1973 existierende Preis wurde nach Jan Cybis benannt, der die Entwicklung der polnischen Malerei nach dem Zweiten Weltkrieg stark beeinflusst hat und zu den Gründungsvätern des ZPAP gehörte.
Während der Zeit des Kriegsrechts in Polen, in der der ZPAP in seinen Möglichkeiten zunächst eingeschränkt und dann zeitweilig aufgelöst wurde, übernahm der Verband der Kunsthistoriker (polnisch: „Stowarzyszenia Historyków Sztuki“) vorübergehend die Verleihung. Die Gewinner werden während einer Ausstellung in der Warschauer „Galerie SHS“ bekanntgegeben und durch die Zeitung „Tygodnik Powszechny“ veröffentlicht.

## Preisträger
| - 1973 Tadeusz Dominik - 1974 Krzysztof Bucki - 1975 Jan Dziędziora - 1976 Witold Damasiewicz - 1977 Jacek Sempoliński - 1978 Jan Berdyszak - 1979 Rajmund Ziemski - 1980 Stefan Gierowski - 1981 Barbara Jonscher | - 1982 ausgefallen - 1983 Jacek Sienicki - 1984 Jerzy Tchórzewski - 1985 Jan Lebenstein - 1986 Jerzy Panek - 1987 Jan Tarasin - 1988 Jerzy Nowosielski - 1989 Stanisław Fijałkowski - 1990 Józef Czapski | - 1991 Łukasz Korolkiewicz - 1992 Zbigniew Makowski - 1993 Henryk Błachnio - 1994 Jan Dobkowski - 1995 Ryszard Winiarski - 1996 Erna Rosenstein - 1997 Jerzy Mierzejewski - 1998 Leon Tarasewicz - 1999 Tomasz Ciecierski | - 2000 Teresa Pągowska - 2001 Jadwiga Maziarska - 2002 Jacek Waltoś - 2003 Aleksandra Jachtoma - 2004 Jarosław Modzelewski - 2005 Jerzy Kałucki - 2006 Andrzej Dłużniewski - 2007 Roman Owidzki - 2008 Tomasz Tatarczyk | - 2009 Robert Maciejuk - 2010 Ryszard Grzyb - 2011 Paweł Susid - 2012 Marek Sobczyk - 2013 Jadwiga Sawicka - 2014 Wojciech Fangor - 2015 Kōji Kamoji - 2016 Grzegorz Sztwiertnia - 2017 Włodzimierz Pawlak |